# Boccanegra (famiglia)

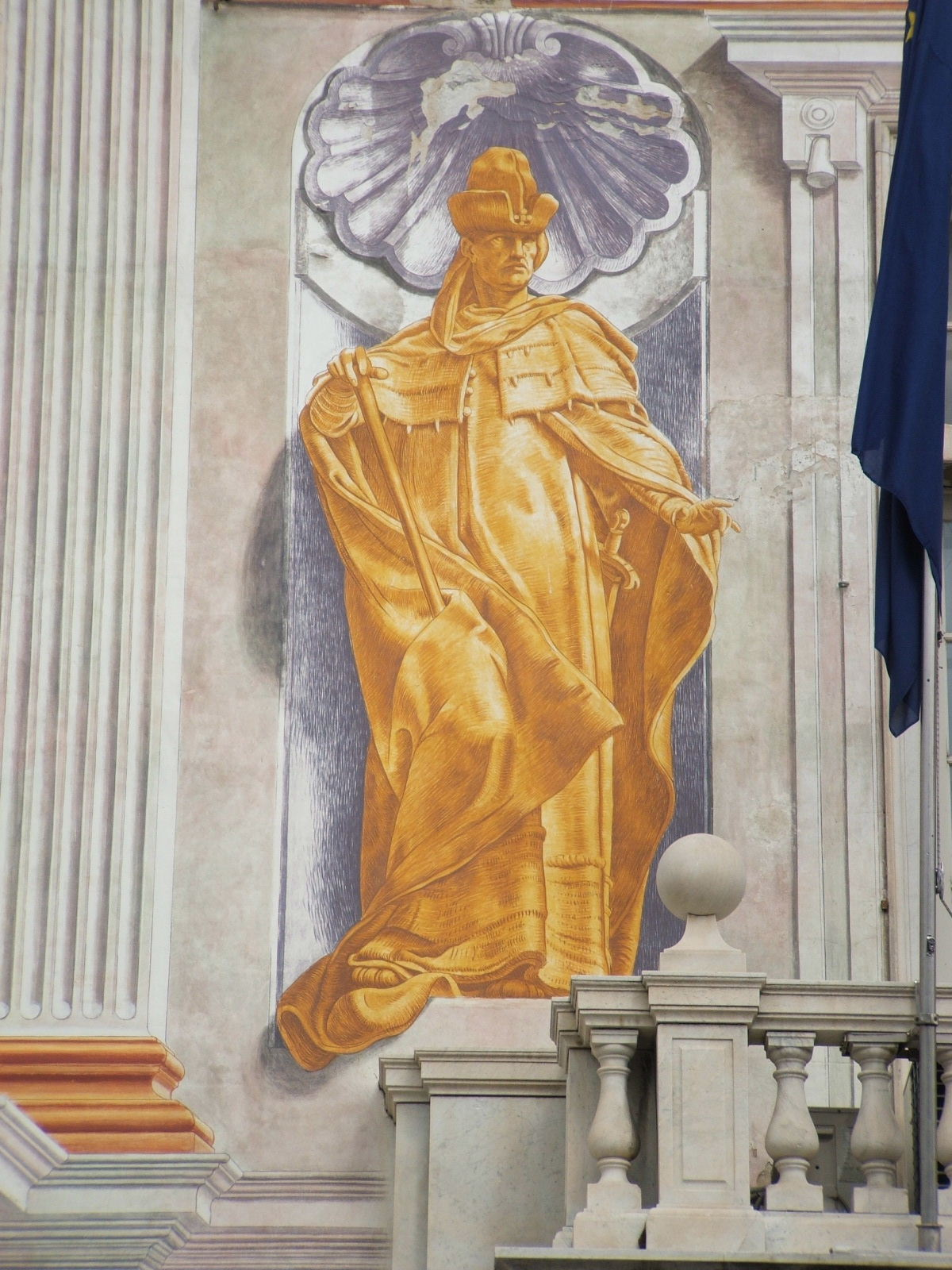
Il capitano del popolo Guglielmo Boccanegra al Palazzo di San Giorgio

I Boccanegra furono una delle più celebri famiglie nobili della Repubblica di Genova fin dal medioevo. Si distinsero fin dal XIII secolo alla guida della fazione ghibellina e dei popolares nel governo della Superba, e subito dopo nelle grandi campagne navali genovesi all'estero, essendo nobilitati dai sovrani di Castiglia e dal senato genovese. Donarono alcuni dei più importanti capi dello stato genovese come Guglielmo Boccanegra, primo capitano del popolo nel XIII secolo, e Simone Boccanegra, primo doge della Repubblica nel XIV secolo, insieme ai celebri ammiragli di Castiglia Egidio e Ambrogio Boccanegra, ed altri. Furono ascritti agli alberghi dei Franchi e dei Grilli.

## Origine

### Considerazioni
Quanto all'origine della famiglia Boccanegra, essa è stata ritenuta da diversi autori proveniente dal Bisagno o da Vernazza, anche se queste affermazioni risultano oggi poco credibili e più probabilmente parte dei tentativi di diversi autori per inserirla tra l'antica nobiltà viscontile genovese. Così come le modestissime origini attribuite da altri autori, molto diffuse nelle leggende popolari, risultano anch'esse improbabili, sebbene le prime tracce della famiglia indicano un chiaro inserimento nella fazione dei "popolares", cioè dei cittadini non nobili come si definivano all'epoca ("nobiles dicerentur qui jus habebant in castris").

### Prime notizie
Nonostante le indicazioni più antiche dell'attività navale di tale famiglia in Liguria (secondo Ganduccio dal 1190), le prime tracce sicure risalgono ai primi anni del XIII secolo nel comune di Asti, dove nel 1215 appare un "Rufinus Buccanigra", giudice di Oberto Boccafolle di Pavia, all'epoca podestà di Asti (dopo anche di Genova). Nel 1216 lo stesso Rufino appare a Savona, nominato come "iudex de Papiam" (giudice di Pavia), in diversi atti relativi alla vendita del castello di Stella da parte del marchese Delfino del Bosco al comune savonese, e anche in un accordo tra i nolesi e i savonesi per l'acquisto di una nave. È ancora a Savona, nel 1213 e nel 1214 appare per la prima volta Guglielmo Boccanegra insieme ai suoi figli ("Willelmus Buccanigra et heredes"), coinvolto in diversi affari tra i nobili e più potenti "cives" savonesi. Le indicazioni diminuiscono nei decenni successivi, probabilmente a causa della sanguinosa guerra tra i guelfi e ghibellini che ebbe come centro la Riviera di Ponente.

## Consoli di Genova

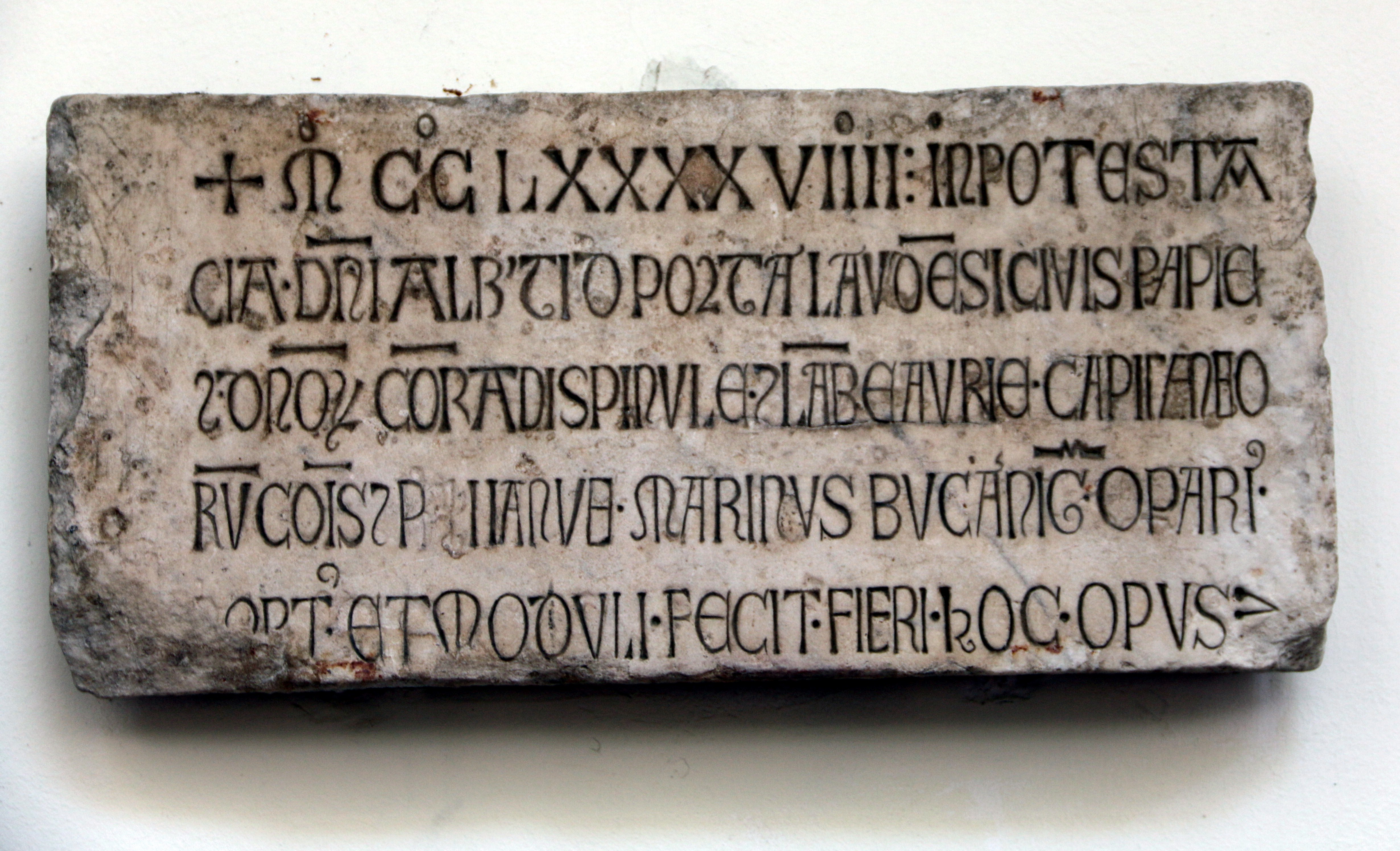
Incisione e riferimento a "Marinus Bucanig(r)o" in un lapidario del cortile del Palazzo Ducale a Genova (c.1298).

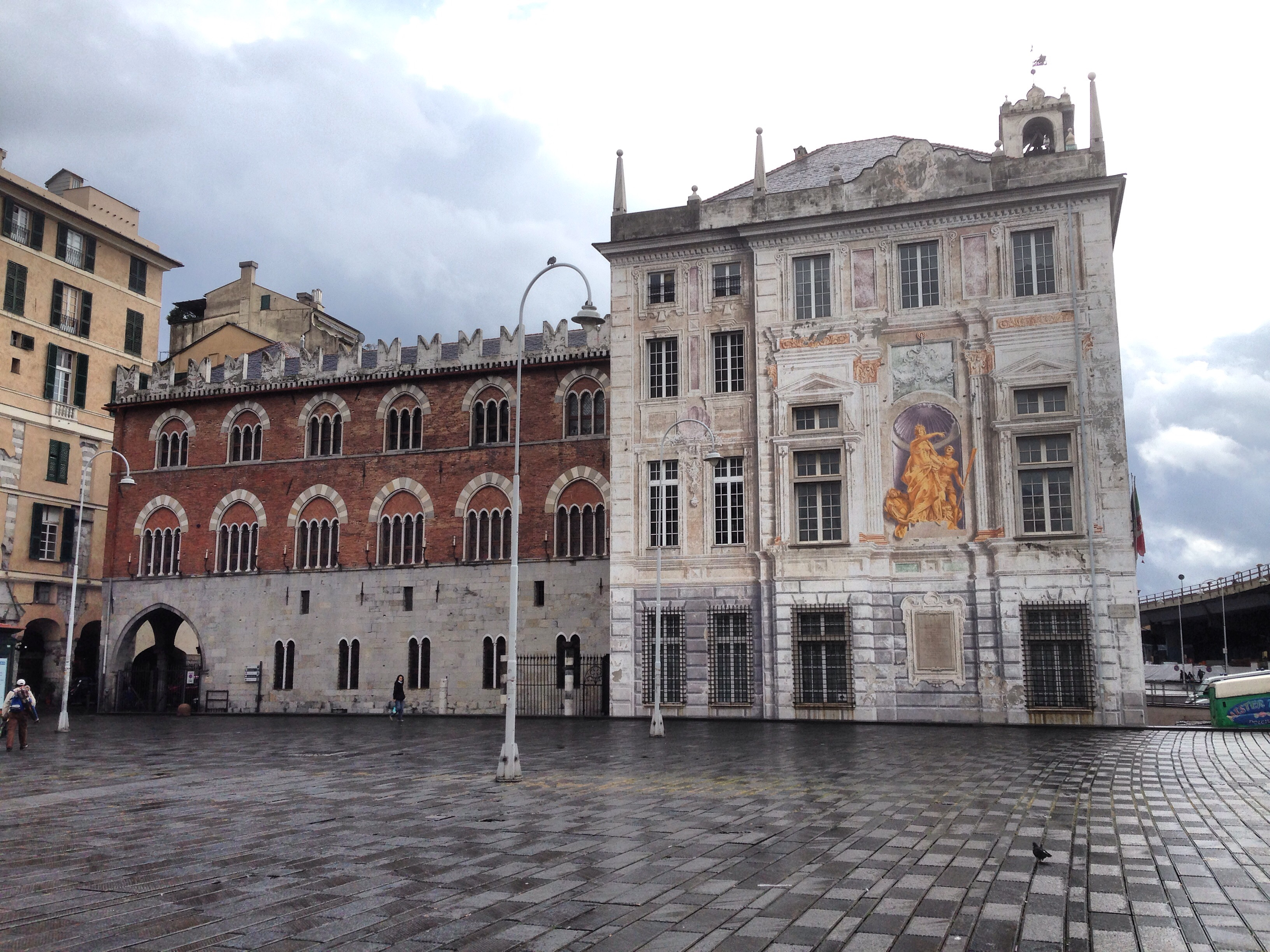
Lato medievale e barocco del Palazzo di San Giorgio (s. XIII-XVIII)

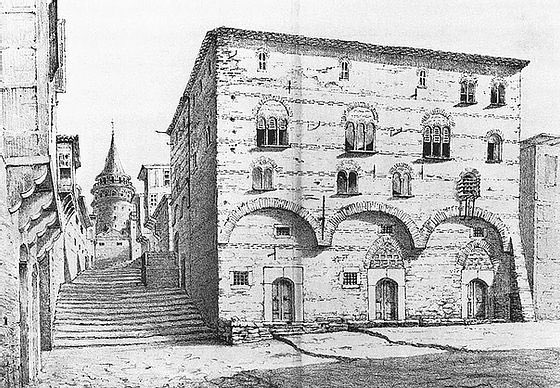
Il Palazzo del Podestà Genovese e la Torre di Galata (s. XIV) a Istanbul

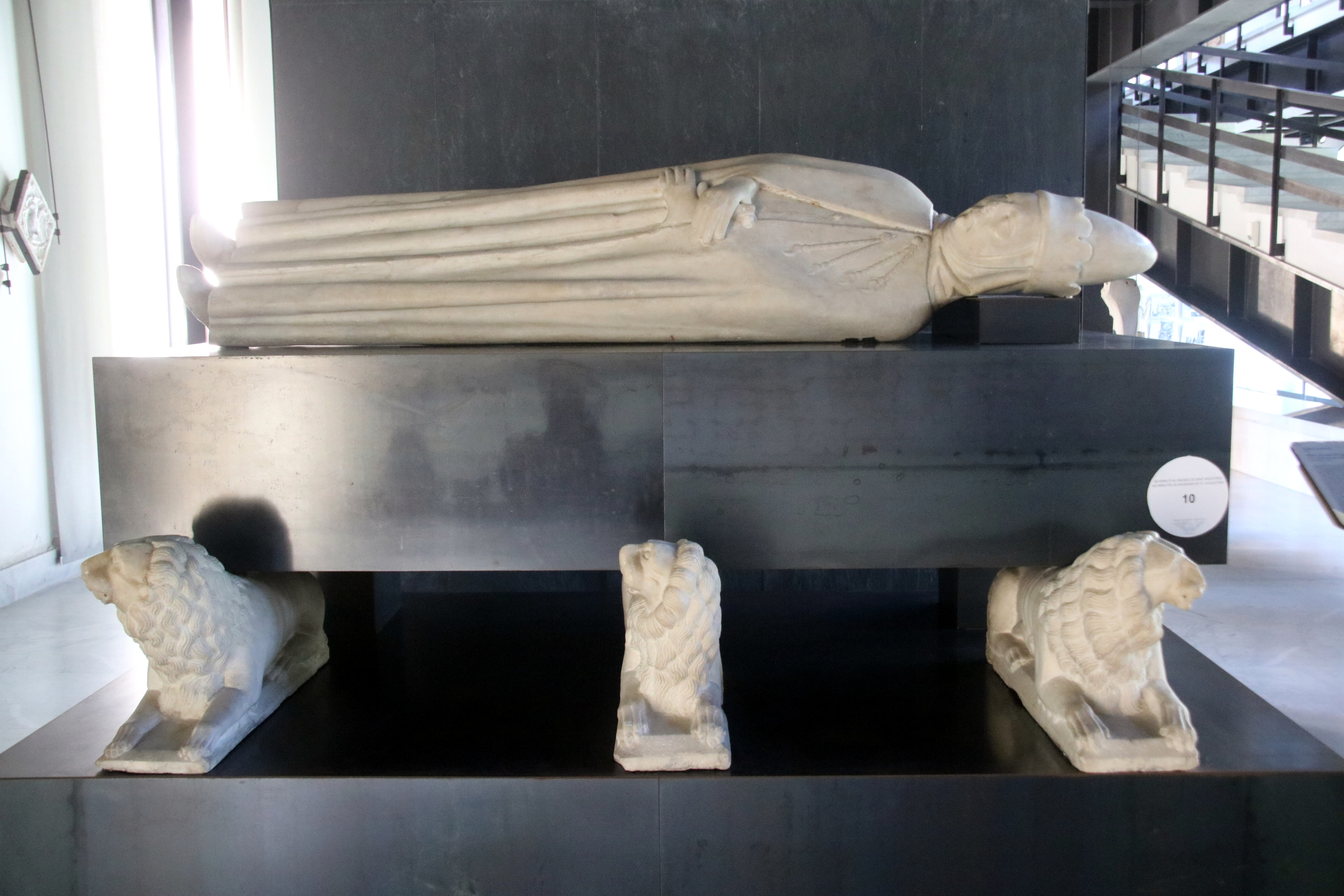
Monumento funerario (parzialmente recuperato) del doge Simone Boccanegra (Museo di Sant'Agostino a Genova) c. 1363

Come già dimostrato da Roberto Sabatino Lopez, nel 1235 e 1248 Rinaldo e Marino Boccanegra (fratelli di Guglielmo), erano consoli del Comune di Genova, quindi già inserite tra la ristretta oligarchia consolare nonostante la sua continua identificazione nella fazione dei "popolares". Secondo Luigi Tommaso Belgrano nelle stessi anni risulta di grande rilevanza la partecipazione nella fornitura di navi di Iacopo Boccanegra (fratello degli stessi) al re Luigi IX di Francia nel contesto dei preparativi per la settima crociata. Questo stesso riferimento vene ripreso da Giovanna Petti Balbi per indicare il contesto della nomina di Guglielmo nel 1249 come console dei genovesi a Aigues-Mortes (punto d'imbarco della crociata di Luigi IX), da dove esercita l'attività di mercante e patrone d'una nave, insieme a quella di finanziario, come risulta dal prestito di 700 lire tornesi concessi nel 1253 a lo stesso sovrano. In quest'anni i fratelli Boccanegra sono coinvolti nelle grandi affari mercanti, militari, finanziari e politiche tra Parigi, Genova ed Acri.

## Guglielmo Boccanegra, primo capitano del popolo di Genova

### Accesa
Eletto console nel 1251, Guglielmo Boccanegra appare come principale voce al consiglio comunale del malcontento contro la gestione del podestà Filippo della Torre (poi imprigionato per malversazioni) e la fallita gestione della recessione economica nelle ultimi anni di governo guelfo (dopo un brillante ma breve successo nelle quattro anni precedenti). Insieme agli antichi conflitti tra guelfi e ghibellini nascono nuovi tra i "cives popolares" e i "cives nobiles", in particolari contro i nobili guelfi guidate dai Fieschi e i Grimaldi, rappresentanti della fazione più conservatrice contraria alla inclusione dei "popolares" nel governo. Seguito d'una "sommossa di piazza" secondo Petti Balbi, il Boccanegra vene acclamato capitano del popolo alla cattedrale di San Siro nel 1257, sostenuto dal popolo, i "popolares" e l'esiliata nobiltà savonese e ghibellina, con la quale aveva molti legami precedenti.

### Riforma finanziaria e costruzione del Palazzo di San Giorgio
Il "velut tyrannus", come vene descrito nelle Annali e anche per alcuni storici risorgimentali, ordina la più grande riforma finanziaria dell'epoca, convertendo il debito pubblico in prestito consolidato redimibile a interesse fisso rivendicando, secondo le parole del suo decreto, "la costante fede degli antichi nobili che quasi mai... si rifiutarono a offrire le proprie sostanze quando le pubbliche facevano difetto". Il successo economico della riforma certamente vene anticipato con l'inizio della costruzione del Palazzo di San Giorgio nel 1260, all'epoca sede del Comune.

### Riconquista di Costantinopoli e Trattato di Ninfeo
Dopo la conquista e distruzione del quartiere genovese ad Acri fatta da Venezia e Pisa nel 1258 nel contesto della Guerra di San Saba, Il Boccanegra stipula una nuova alleanza con il signore di Tiro, che ospita i mercanti genovesi e gli dona ampi privilegi. Il colpito più importante, nonostante, fu il sostegno al esiliato principe Michele VIII Paleologo, pronipote dell'imperatore Alessio III Angelos, nelle sue pretese per riconquistare l'Impero Romano d'Oriente, presso dai veneziani e convertito nell'Impero Latino grazie alle azioni degli stessi alla quarta crociata. Nel Trattato di Ninfeo stipulato nel 1261, il Paleologo dona ampi privilegi ai genovesi, tra i quali il quartiere veneziano di Pera (e anche poi l'autorizzazione di distruggere, "a suon di musica" il palazzo del podestà veneziano). Nel 1261 i genovesi fano parte centrale della riconquista di Costantinopoli e la successiva restaurazione dell'Impero Romano d'Oriente, uno delle loro più prossime alleati nelle due secoli successivi.

## Simone Boccanegra, primo dux di Genova
Boccanegra fu costretto a dimettersi dal suo incarico in una riunione pubblica che aveva convocato nel dicembre 1344. Giovanni Valente regnò come magistrato supremo, fino a quando Boccanegra riprese il potere nel 1356. Boccanegra fu avvelenato a morte nel 1363. Simon Boccanegra è un'opera di Giuseppe Verdi, che raffigura la sua vita.

## Arma
Decussato d'argento e di rosso; al capo d'argento alla croce di rosso.

## Personalità
- Guglielmo Boccanegra, capitano del popolo (1257–1262)
- Simone Boccanegra, primo doge di Genova.
- Egidio Boccanegra, guidò la flotta genovese nella battaglia di Sluys (1340)
- Ambrogio Boccanegra, ammiraglio di Castiglia.